# Macaretaera hesperis
Macaretaera hesperis är en fjärilsart som beskrevs av Edward Meyrick 1886. Macaretaera hesperis ingår i släktet Macaretaera och familjen Crambidae. Inga underarter finns listade i Catalogue of Life.